# Данауровское сельское поселение
Данауровское се́льское поселе́ние — муниципальное образование в Чистопольском районе Татарстана Российской Федерации.
Административный центр — деревня Данауровка.

## История
Статус и границы сельского поселения установлены Законом Республики Татарстан от 31 января 2005 года № 44-ЗРТ «Об установлении границ территорий и статусе муниципального образования "Чистопольский муниципальный район" и муниципальных образований в его составе».

## Население
| 2010 | 2011 | 2012 | 2013 | 2014 | 2015 | 2016 |
| ---- | ---- | ---- | ---- | ---- | ---- | ---- |
| 631  | ↘630 | ↘626 | →626 | ↘621 | ↗625 | ↗627 |
| 2017 | 2018 |      |      |      |      |      |
| ↘611 | ↘599 |      |      |      |      |      |

## Состав сельского поселения
| № | Населённый пункт | Тип населённого пункта          | Население |
| - | ---------------- | ------------------------------- | --------- |
| 1 | Галактионово     | село                            |           |
| 2 | Данауровка       | деревня, административный центр |           |